# Club de Fútbol Pobla de Segur
El Club de Futbol Pobla de Segur es un equipo de fútbol español del municipio de Puebla de Segur, en la provincia de Lérida.

## Historia[1]

### Inicios
Los orígenes del fútbol en la Puebla de Segur se remontan al inicio de las primeras obras hidroeléctricas en la comarca y a la llegada de los trabajadores de Riegos y Fuerzas del Ebro, que eran grandes aficionados al fútbol. En la ciudad vecina de Tremp, los trabajadores de la empresa La Canadiense son los primeros a practicar este deporte unos años antes. En la Puebla, se tiene constancia que desde el 1917 se jugaba a fútbol. Dos años después, en 1919, se funda el Club de Futbol Pobla por iniciativa de un suizo llamado Deleser, técnico de la empresa Productora de Fuerzas Motrices. De hecho, el nombre oficial del equipo era "Productora de Fuerzas Motrices Sport Club Pobla". Deleser, pues, fue el responsable de introducir y dar a conocer un nuevo deporte poco conocido hasta entonces en el pueblo. Además, fue el primer entrenador del equipo y al mismo tiempo, hacía de jugador. Quien también jugaba en aquel equipo era Pedro Cortina Mauri, que años más tarde sería ministro de exteriores durante la dictadura de Francisco Franco.

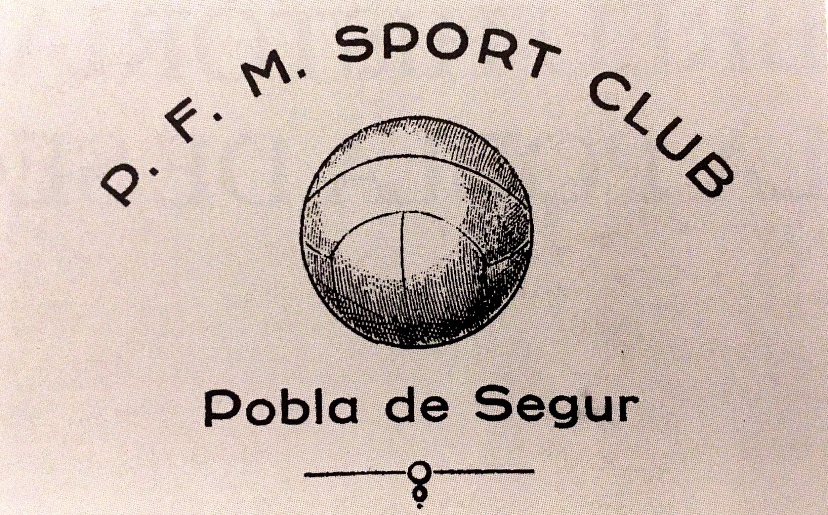
Primer escudo del club

Dado el rápido éxito de este nuevo deporte, se buscó un terreno de juego adecuado para practicarlo. Nuevamente, la empresa Productora jugó un papel clave y el 26 de diciembre de 1922, se inauguró el Campo de Futbol del Vernedot, que estaba situado junto a la central hidroeléctrica. El partido inaugural enfrentó al Pobla con la entonces Club Trempolí de d'Esports, fundado en 1914, que más tarde sería el Club de Fútbol Tremp. A pesar de que durante la mayor parte de su historia, el CF Pobla ha vestido los colores blanco y rojo, en aquel primer partido los colores del equipo eran los de la Señera, amarillo y rojo. Poco más de un año después, el club celebró su primer partido internacional enfrentándose al Stadium de Tolosa. El trofeo de aquel encuentro fue el primero para aquel equipo joven y todavía se conserva a las vitrinas del club. A lo largo de la década de los 20, el equipo también jugó partidos contra equipos como el Tàrrega o el Lleida, e incluso el CE Europa.
El año 1928, sin embargo, el camino del club empezó a torcerse. De nuevo, la empresa ligada al club, Productora de Fuerzas Motrices, tuvo mucho que ver. Como la compañía necesitaba los terrenos del Campo del Vernedot, el equipo tuvo que buscar un nuevo espacio para jugar. Finalmente, la juventud del pueblo habilitó un nuevo campo en unos terrenos conocidos como del Sindreu, en una zona alejada y no tan bien situada como la del campo anterior. Esto provocó que disminuyera el número de partidos jugados en el pueblo, los cuales eran bastante esporádicos y se solían disputar contra equipos próximos como el Tremp, el Salàs o el Rialp. Fue una época marcada por los cambios, sobre todo por la desvinculación del club con la empresa Productora, que en primer lugar, propició que el equipo cambiara su equipación y jugara con camiseta amarilla y pantalones azules; y en segundo lugar, la rotura de las dos entidades también provocó que el club cambiara su denominación.

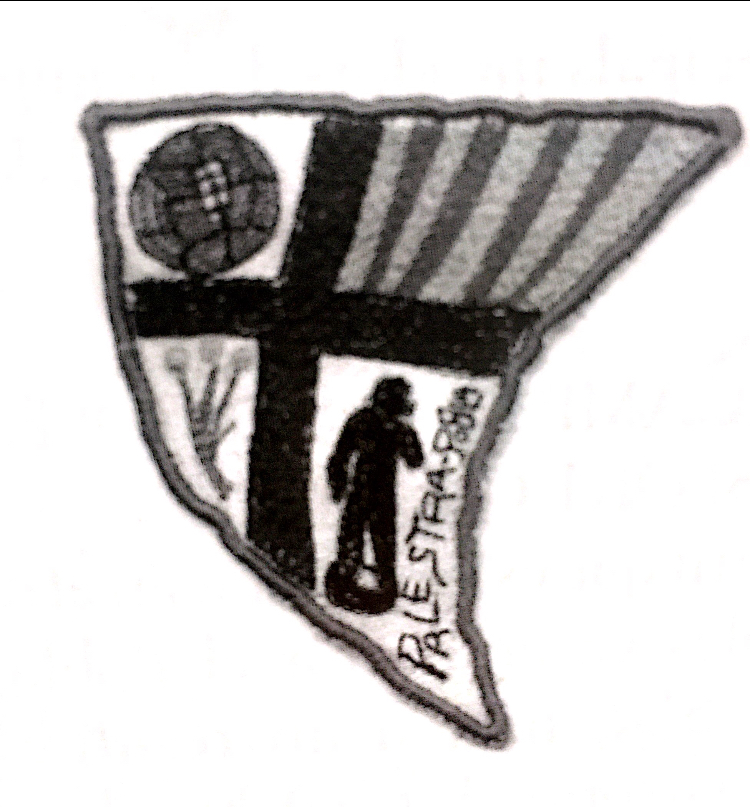
Escudo del Palestra (1932)

Este periodo de decadencia acabó con la llegada de Palestra. Esta entidad catalanista, fundada en 1930 como promotora de la educación y de la lengua catalana, propició que dos años después, se volviera a poner en marcha el proyecto futbolístico en el pueblo. Por el carácter nacionalista de la entidad, incluso se bailaban sardanas en las medias partes de los partidos de fiesta mayor. Los socios de Palestra, además, solucionaron el problema de buscar un nuevo campo, que se construyó en unos terrenos próximos al río Noguera Pallaresa. No fue la única novedad, puesto que, por primera vez, el CF Pobla disputó un torneo organizado entre varios equipos de las tierras de Lleida, y se proclamó campeón en 1934. Uno de los integrantes de aquel equipo era Ramon Soliva, que llegaría a ser mayor del Ejército Rojo.
Las obras de la nueva escuela del pueblo, finalizadas en 1935, favorecieron al equipo, que a partir de entonces dispuso de un nuevo campo, que todavía se mantiene hasta la actualidad: El Campo de les Escoles. El nuevo estadio se inauguró oficialmente el 29 de septiembre de 1935, fiesta de San Miguel. En motivo del acto, el equipo disputó un partido contra el Peña Oriente de Barcelona, que acabó 2 a 1 a favor de los locales.
Durante el año 1935, el equipo también cambió de nombre, de colores y de escudo. Desde entonces el club se pasaba a decir Atlètic Esport Club Pobla y las nuevas camisetas, regaladas por el empresario Francesc Cases, eran de rayas blancas y rojas, un uniforme que todavía hoy es vigente. En lo que respecta al nuevo escudo, era triangular, tenía los colores de la Señera y también incorporaba dos rasgos distintivos del pueblo: las dos torres y las parrillas del escudo de la Casa Llorens y Torres, elementos que hoy en día también figuran al escudo de la localidad.

### Guerra Civil
Durante los meses anteriores a la Guerra Civil, el club siguió participando en el Campeonato de las Comarcas Leridanas. Además, el Pobla también solía disputar partidos amistosos con entidades cívicas y políticas de diferentes poblaciones de la provincia, que cubrían los costes de transporte y manutención en cada desplazamiento. El estallido del conflicto el 18 de julio de 1936 marcó el inicio del declive de la actividad deportiva en el pueblo. Por un lado, muchos de los jóvenes de la Pobla que integraban las filas del club tuvieron que irse al frente. Además, los recursos económicos y logísticos fueron destinados al mantenimiento de las tropas, lo cual impidió que se pudieran jugar partidos a domicilio. El Campo de les Escoles, pero, sí que acogió algunos partidos durante el verano de 1936, que se organizaban para recaudar fondo por los hospitales de campaña. A medida que avanzaba la guerra, además, también se disputaron partidos con refugiados provenientes de la zona de Madrid.

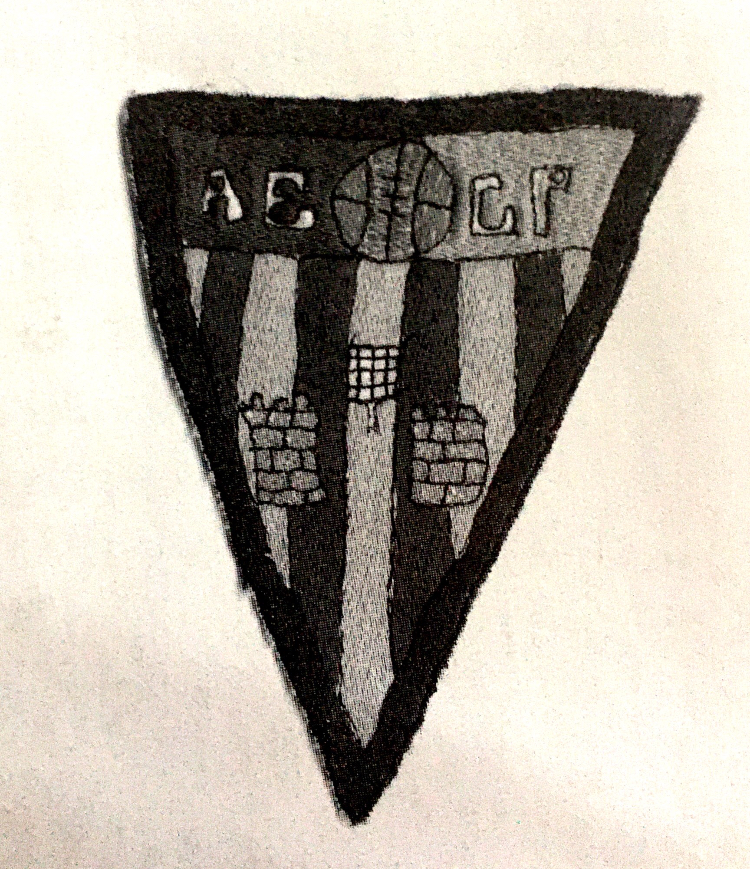
Escudo del Atlètic Esport Club Pobla (1935)

La ocupación franquista del Pallars en abril de 1938 paró definitivamente la actividad futbolística a la Puebla. Aun así, antes del final de la guerra se jugaron varios partidos entre las fuerzas destacadas a la localidad. Una vez finalizado el conflicto, en 1939, se intentó normalizar la práctica deportiva en el pueblo por parte de la juventud, y el 18 de julio del mismo año se jugó un partido contra la Seu d'Urgell. Aquel mismo día, se inauguraron los asientos y las vallas del Campo de les Escoles. A partir de entonces solo se jugaron partidos esporádicos hasta que en 1942, el equipo se volvió a organizar y pasó a denominarse Atlètic Club Futbol Pobla, eliminando así la palabra catalana "Esport" a raíz de la circular federativa 6/1940 que españolizaba los nombres de los equipos de fútbol en España. Además, debido al nuevo orden social, el club tuvo que guarecerse bajo la organización sindical Educación y Descanso. Aun en 1942, el equipo participó en el primer campeonato de la posguerra a la comarca. Bajo el nombre de Campeonato de la Conca, el Pobla jugó contra equipos de la zona como el Palau de Noguera, el Tremp y el Salàs de Pallars. También disputó partidos amistosos contra equipos de localidades más lejanas como Áger, Ibars de Urgel, Benabarre, Lérida o Pont de Suert.
Una curiosidad de esta época es que a veces, el equipo aprovechaba los camiones de la emprendida Cales, Cementos y Carbones de la Pobla –donde trabajaban la mayoría de jugadores– para desplazarse a otros pueblos en un momento en que la carencia de combustible era considerable. De hecho, en alguna ocasión el Pobla se denominaba "Cales, Cementos y Carbones de la Pobla de Segur, S.A.". En una de estas ocasiones, el conjunto poblatà se enfrentó al equipo del Regimiento de Artillería nº 21, presente en la zona con motivo de la lucha contra los maquis. La relación con los militares se prolongó y en 1948, se disputó un torneo llamado Copa Coronel Jefe de la Segunda Agrupación de Batallones de Montaña, donde participaron el mismo Pobla, el Tremp y los equipos del 5º y 6º batallón.

### Años 50

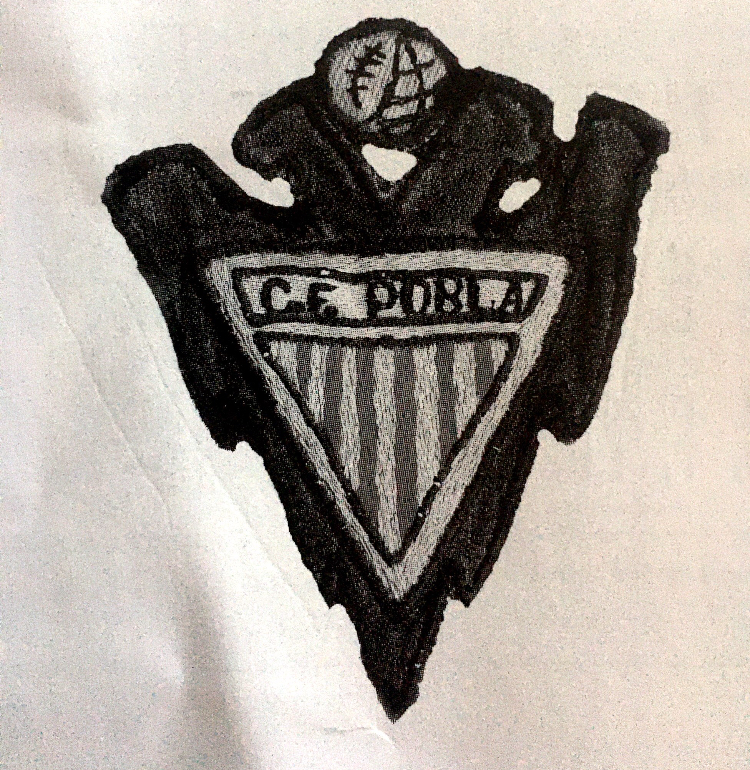
Escudo del Pobla (1958)

En 1948 el Atletic Club Futbol Pobla desapareció como entidad adherida a Educación y Descanso, y se refundó como Club de Futbol Pobla. El nuevo presidente fue Joaquim Admetlla y el entrenador era Joaquim Brenuy. Hay que destacar que el jugador del R.C.D. Español, el argentino Juan Camer, reforzaba el equipo en muchas ocasiones. El partido más importante que se jugó en aquella época tuvo lugar el día de la fiesta mayor de 1949. El rival fue el mítico F.C. Barcelona, entonces liderado por el portero Antoni Ramallets. El resultado fue favorable a los azulgrana, que golearon a los locales por 2 a 11. En aquel partido, además, en el Pobla jugaba el delantero Enrique Buqué, que en 1951 ficharía por el Valencia C. F.
Nuevamente, la presencia de militares en el Pallars, en este caso en el campamento de Mascarell, reavivó el interés por el fútbol en el pueblo. Se decidió entonces participar en los torneos organizados por la Federación Catalana de Fútbol. Por ello, el Campo de las Escuelas tuvo que reformarse y se construyeron los nuevos vestuarios. Entre el 1950 y el 1955, los resultados del Club de Futbol Pobla fueron bastante pobres. El equipo se enfrentó a clubes como el Aitona, el Vilanovense, el Tremp, el Ivars d'Urgell, el Fondarella, el Andorra, el Penya Gols y el Térmens sin conseguir ningún título. Aun así, el equipo consiguió formar una buena cantera de jugadores, como Antonio Roca, nacido en Talarn en 1937, que jugaría en Primera División con elOsasuna entre 1961 y el 1963.
La temporada 1956-57 es considerada como una de las más gloriosas del club. Bajo la presidencia de Alfonso Revilla Rojo y con Catalina en el banquillo, el Pobla se proclamó campeón provincial de Lleida de aficionados. El partido se jugó en un Camp d'Esports lleno a rebosar, que vio como el equipo ganaba 2-1 al Granja de Escarp. Este éxito le permitió disputar el Campeonato de Cataluña de aficionados, donde fue eliminado por el Espanyol en las semifinales. Los éxitos no pararon, y la temporada siguiente el Pobla se proclamó campeón de primavera. Durante las temporadas 1956-57 y 1957-58, además, participó en el Torneo Pirenaico contra el U.D. Pont de Suert, el U.D. Bossost y el C.F. Tremp. En 1958, el club volvía a cambiar de escudo. El nuevo blasón conservaba el escudo triangular y incorporaba una águila bicéfala con una pelota entre las dos cabezas. Este escudo estuvo vigente hasta 1985, a pesar de que, por falta de recursos, se lució en la camiseta hasta 1991.

### Crisis

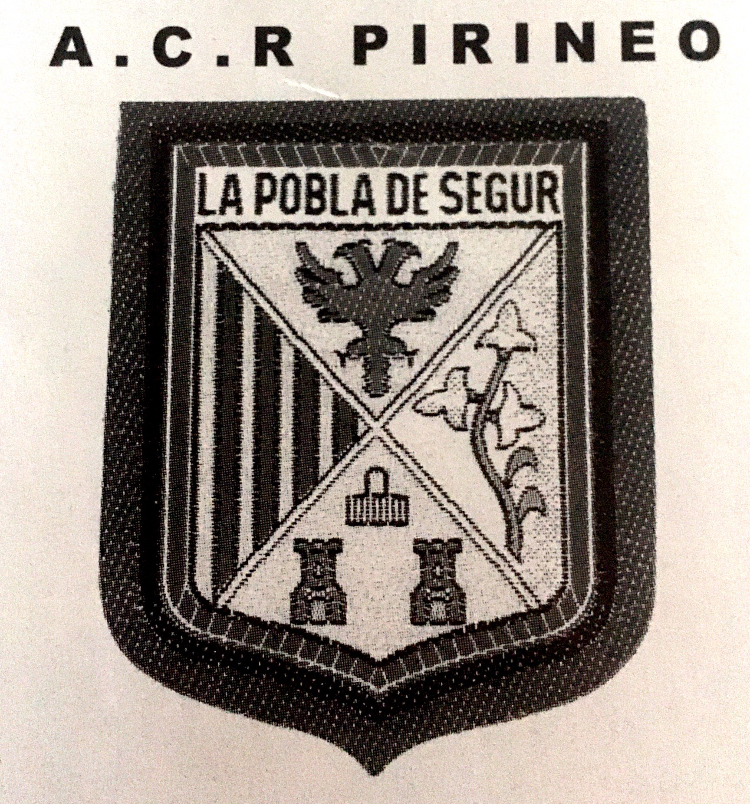
Escudo del A.C.R. Pirineo (1966)

Desde 1959 hasta 1966, el Club de Futbol Pobla vivió otra etapa de crisis. Principalmente, porque no se jugó ningún partido de competición durante este periodo. En 1966, sin embargi, se empezó a remontar gracias a la creación de la Agrupación Cultural Recreativa Pirineo. La nueva entidad fue la encargada de aglutinar la práctica deportiva en la zona y había surgido gracias a la donación de 60.000 pesetas por parte de la asociación de padres de la empresa Enher. Del mismo modo que durante los años 20 y 30, el equipo vestía con camiseta de color amarillo y pantalones azules. Pese al cambio de nombre y de equipación, el club volvió a proclamarse campeón de primavera en 1966 y dos años después, llegó a las semifinales de la liga de aficionados, donde caería por 1-6 contra el Vallfogona de Balaguer. La temporada 1969-70 no se disputó ningún partido de competición oficial y solo constan algunos partidos amistosos.

### Renacimiento
En 1971, y bajo la presidencia de Antonio Buitrón Crespo, el club comenzó una nueva etapa de esplendor. Con Ramon Arilla como entrenador, el equipo disputó el torneo de primavera la temporada 1971-72 y quedó en 4t lugar. La temporada siguiente se obtuvo el mismo resultado durante el torneo de invierno, pero finalmente consiguió coronarse en el torneo de primavera. La temporada 1973-1974 es, sin duda, una de las más memorables de la historia del club. El Pobla se proclamó campeón de la categoría de Tercera Regional (hoy Cuarta Catalana) y ascendió a Segunda Regional (Tercera Catalana). Entre 1974 y 1984, el club se mantuvo en la segunda categoría, y hasta 1979, fue entrenado por el capitán Alonso, oficial destinado a la Academia militar de Talarn. El 29 de julio de 1984, el CF Pobla se volvió a vestir de gala para recibir al Valencia C. F., con quien disputó un partido de pretemporada aprovechando que el equipo Che estaba preparando la suya en Rialp. El partido acabó 0-12 a favor de los valencianistas. Aun así, el dato más curioso de este partido fue el debut de un joven Quique Sánchez-Flores, futuro jugador del Real Madrid y entrenador, entre otros, del Atlético de Madrid. En 1986 se celebró el 50 cumpleaños del Campo de las Escolas y con motivo de esta conmemoración, se construyeron unos nuevos vestuarios y se compuso un himno con música y letra de Montserrat Rocafort.

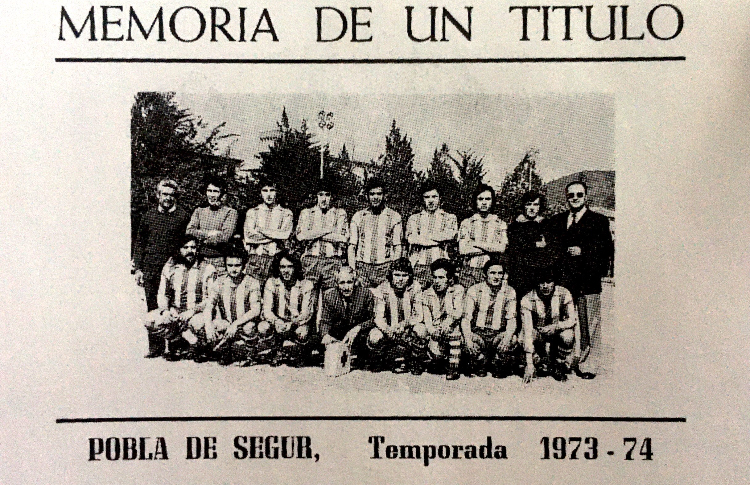

### Esplendor
La temporada 1992-1993 el Club de Futbol Pobla consiguió clasificarse para el play off de ascenso a Primera Regional. El equipo, entrenado por Jordi Mauri y con un joven Josep Pujol (hermano de Carles Puyol) en sus filas, se proclamó campeón y ascendió después de vencer el Castelldans por 0-3. La temporada siguiente, la del 75 cumpleaños del club, el equipo de juveniles participar de nuevo en el campeonato oficial. En aquel equipo jugaba un joven Carles Puyol, que poco después ficharía por el F.C. Barcelona. En la cláusula de su fichaje, el club azulgrana se comprometía a pagar al Pobla cuatro millones y medio de pesetas si Puyol llegaba a jugar en Primera División. Un sueño que se hizo realidad el 26 de diciembre de 1999.
Posteriormente, la temporada 1997-1998 el equipo juvenil se proclamó campeón. En sus filas también militaba un jugador que años después también militaría en Primera con el CD Tenerife y el Osasuna: Marc Bertran, que fue fichado por el Espanyol. A raíz de los varios éxitos deportivos, se crearon dos nuevas categorías inferiores: infantiles y cadetes. Este aumento del interés por el fútbol propició que el campo sufriera nuevas reformas, como por ejemplo la nueva iluminación, inaugurada en 1999.
Paralelamente, el primer equipo seguía compitiendo en Primera Regional y la temporada 2001-2002 quedó 3r y estuvo a punto de subir de categoría. Aquel mismo año, la juventud del pueblo fundó la Penya Bombonera, un grupo de animación que consiguió renovar el ambiente futbolístico en cada partido. Incluso llegaron a editar un CD con las canciones que se oían en el campo. Quizás gracias a este apoyo, pero sobre todo por la calidad del equipo, la temporada siguiente, 2002-2003, el Pobla consiguió el anhelado ascenso a Preferente Regional (hoy Primera Catalana). Estadísticamente se tracta de la mejor temporada de la historia del club: 74 puntos, 23 victorias y solo 6 derrotas; 91 goles marcados y 41 encajados. Desgraciadamente, el paso por Preferente Regional solo duró una temporada, en la que lo Pobla solo sumó 9 victorias y acabó descendiendo.

### Actualidad
El Pobla continuó jugando en el grupo 5 de Primera Regional hasta que en 2011, con la reforma de las competiciones, el club bajó a la nueva Tercera Catalana, tras quedar entre los últimos cinco equipos de la tabla. El paso por Tercera no duró demasiado y dos temporadas después, volvió a subir de categoría quedando 2n con 70 puntos y 22 victorias. Nuevamente, sin embargo, el Pobla no estuvo a la altura de los otros equipos de Segunda Catalana y descendió aquel mismo año. Desde entonces, milita en el grupo 14 de Tercera Catalana y en la última temporada, la 2018-19, finalizó 5º con 62 puntos.
El 14 de enero de 2020, en la 23a edición de la Festa de l’Esport Català, el club recibió el diploma que acredita sus 100 años de historia, celebrados en 2019

## Campos
- 1922 - 1928: Campo del Vernedot
- 1928 - 1932: Campo del Sindreu
- 1932 - 1935: Campo del Palestra
- 1935 - 2021: Campo de les Escoles / Municipal de Puebla de Segur
- 2022 - Actualidad Camp Municipal de Pobla de Segur

## Temporadas
Desde 1980 hasta 2019, el club ha militado 19 temporadas enTercera Catalana, 18 en Segunda Catalana y una en Primera catalana de fútbol 